# 14ª Mostra internazionale d'arte cinematografica di Venezia
La 14ª edizione della Mostra internazionale d'arte cinematografica di Venezia si è svolta a Venezia, Italia, dal 20 agosto al 4 settembre 1953.
Non viene assegnato il Leone d'oro (o "Leone di San Marco", come si chiamava in quegli anni).

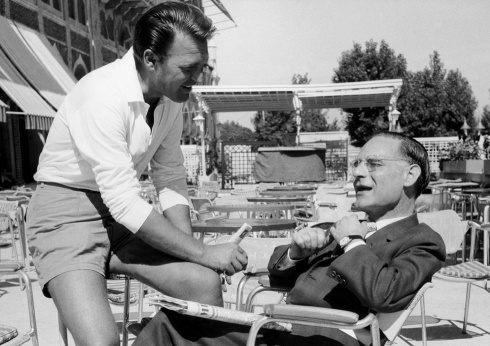
Franco Fabrizi e Arturo Lanocita alla presentazione del film I vitelloni di Federico Fellini

## Giuria e premi
La giuria era così composta:
- Eugenio Montale (presidente, Italia), Gaetano Carancini, Sandro De Feo, Nino Ghelli, Gian Gaspare Napolitano, Luigi Rognoni, Antonio Petrucci.

I principali premi distribuiti furono:
- Leone d'oro (Leone di San Marco) al miglior film: non assegnato
- Coppa Volpi al miglior attore: Henri Vilbert
- Coppa Volpi alla miglior attrice: Lilli Palmer
- Leone d'argento: I racconti della luna pallida d'agosto di Kenji Mizoguchi; I vitelloni di Federico Fellini; Il piccolo fuggitivo di Ray Ashley, Morris Engel, Ruth Orkin; Moulin Rouge di John Huston; Teresa Raquin di Marcel Carné; Sadko di Aleksandr Ptushko; Bora su Trieste di Gianni Alberto Vitrotti